# Münchwilen (Argovie)
Pour les articles homonymes, voir Münchwilen.
Münchwilen est une commune suisse du canton d'Argovie, située dans le district de Laufenburg.

Photo aérienne prise à 3000 m par Walter Mittelholzer (1922).